# Taurianova

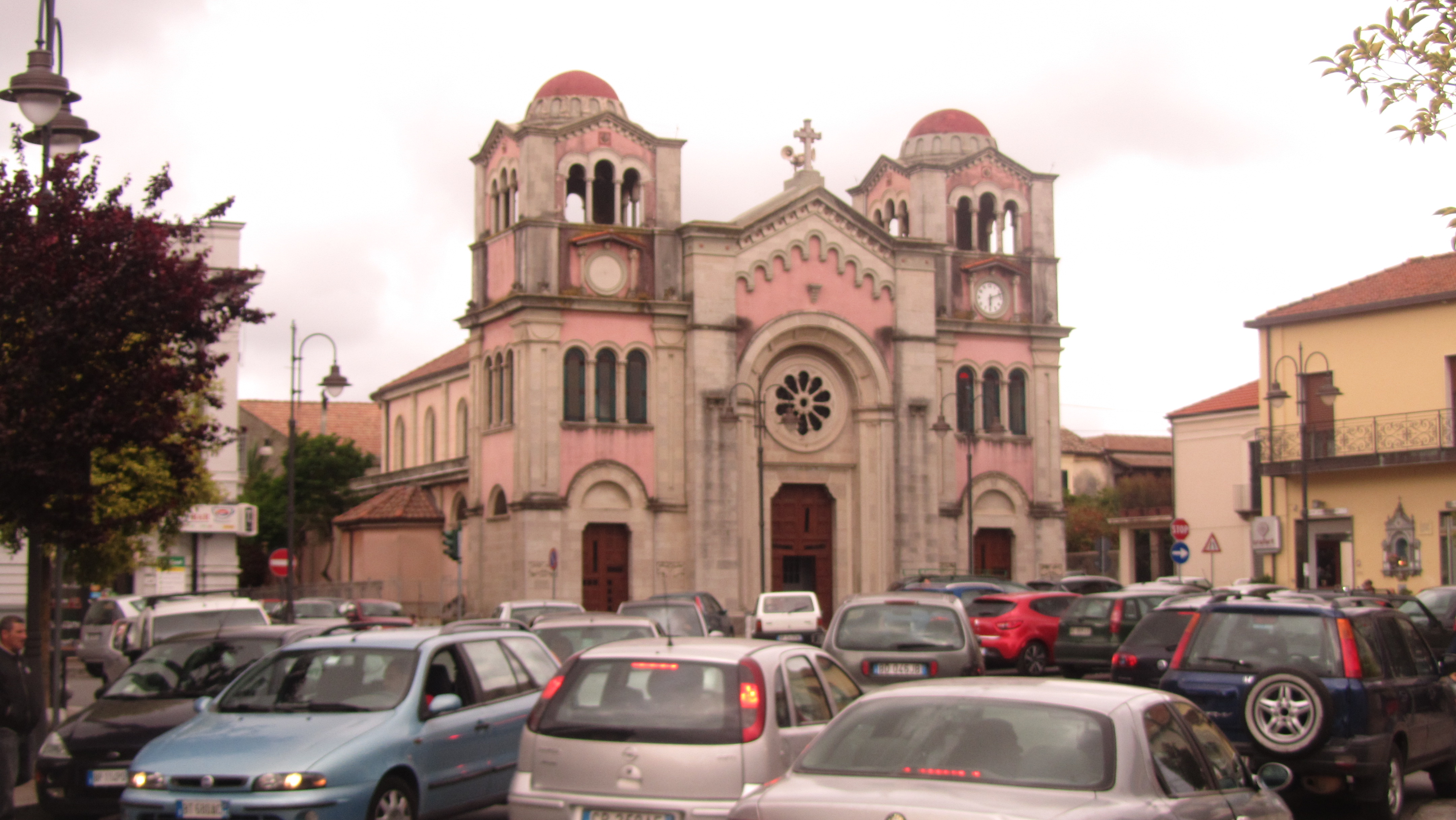
Hoofdkerk van Taurianova, aan de Piazza Macrì

Taurianova is een gemeente in de Italiaanse provincie Reggio Calabria (regio Calabrië) en telt 15.280 inwoners (31-12-2019). De oppervlakte bedraagt 47,8 km², de bevolkingsdichtheid is 336 inwoners per km².
De volgende frazioni maken deel uit van de gemeente: San Martino, Amato, Pegara,Donna Livia.

## Demografie
Taurianova telt ongeveer 5592 huishoudens. Het aantal inwoners daalde in de periode 1991-2001 met 1,6% volgens cijfers uit de tienjaarlijkse volkstellingen van ISTAT.
| Jaar | Inwoneraantal |
| ---- | ------------- |
| 1991 | 16.056        |
| 2001 | 15.799        |

## Geografie
De gemeente ligt op ongeveer 210 m boven zeeniveau.
Taurianova grenst aan de volgende gemeenten: Cittanova, Molochio, Oppido Mamertina, Rizziconi, Terranova Sappo Minulio, Varapodio.

## Externe link

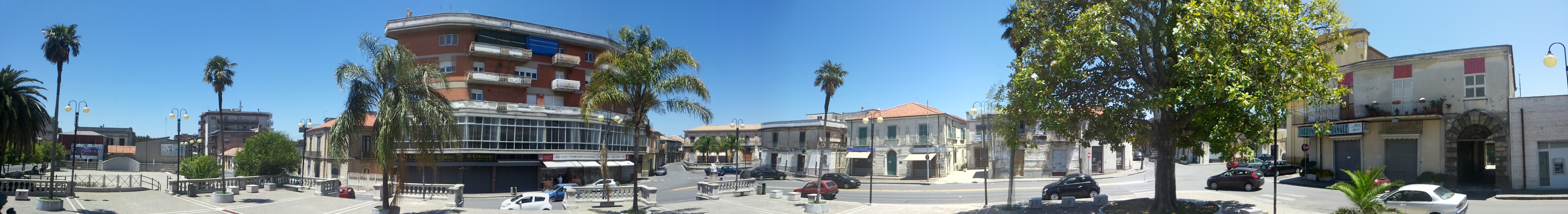
Piazza Italia, Taurianova